# 段焯
段焯（1912年4月28日—1979年2月28日），字子昌。甘肅省武威縣人。民國37年（1948年）在甘肅省第二選區當選第一屆立法委員

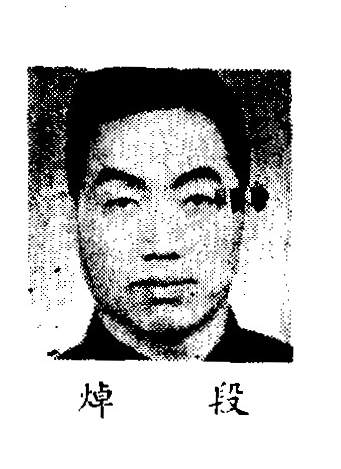
出席制憲國民大會代表時

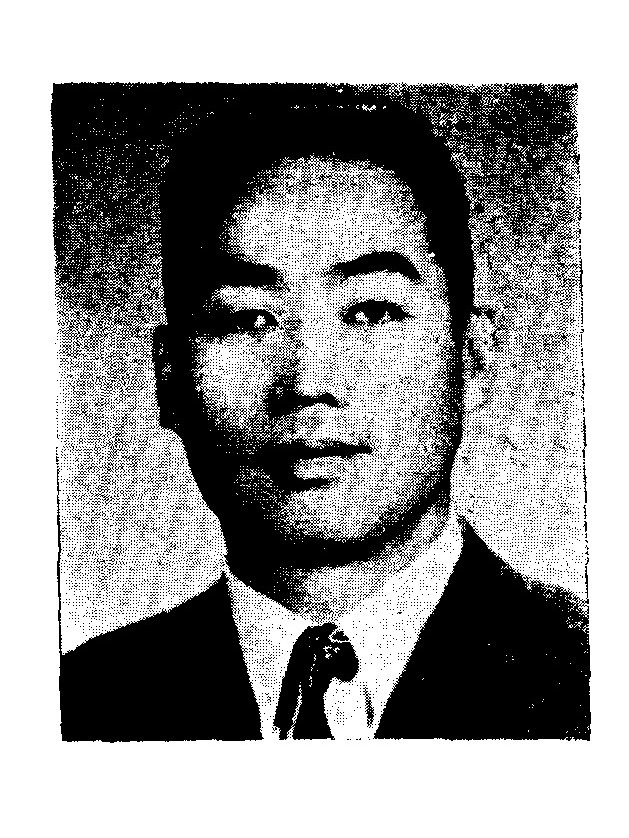

## 生平[1][2][3]
- 北平中國大學政治系畢業
- 國立蘭州大學教師
- 中國國民黨甘肅省黨部執行委員
- 國民參政會第四屆參政員
- 制憲國民大會代表
- 甘肅同鄉會理事長
- 中國國民黨立法委員黨部十全大會代表
- 民國68年2月28日病逝[4]